# Bolesław Pierworodny
Bolesław (Bolko) Pierworodny (niemodliński) (ur. ok. 1293, zm. między 1362 a 1365) – książę niemodliński w latach 1313-1362/5, książę wieluński w latach 1313-1326, od 1327 roku dziedziczny lennik czeski, od 1336 roku książę na Prudniku.

## Życiorys
Bolesław był najstarszym synem księcia opolskiego Bolka I i nieznanej bliżej Agnieszki. Przydomek Pierworodny otrzymał w celu odróżnienia od młodszego brata, również Bolesława nazwanego tym samym imieniem z nieznanych powodów. Po śmierci ojca w 1313 roku został udzielnym księciem niemodlińskim i panem na Wieluniu. 
Swoją karierę polityczną związał z losami króla czeskiego Jana Luksemburczyka. W 1325 roku ożenił się z córką księcia wrocławskiego Henryka VI Dobrego Eufemią. Sojusz z Luksemburgami nie uchronił Bolesława przed wojną z królem Polski Władysławem Łokietkiem, co skończyło się utratą w 1326 roku ziemi wieluńskiej. 
18 lutego 1327 roku razem z innymi książętami górnośląskimi złożył w Opawie na ręce króla Jana hołd lenny. Już rok później, spełniając swoje nowe zobowiązania, wziął udział w wyprawie krzyżowej organizowanej przez króla czeskiego przeciwko pogańskiej jeszcze Litwie. Po powrocie z wyprawy wyruszył wkrótce w ślad za swoim suwerenem do Pragi, gdzie odtąd spędzał większość czasu.
W 1336 roku w nagrodę za wierną służbę uzyskał możliwość wykupu za 2000 grzywien miasta Prudnika wraz z okolicą, co spowodowało zrośnięcie się tej miejscowości należącej dotąd do Czech ze Śląskiem. 
W 1355 roku Bolesław wziął udział w wyprawie syna Jana Luksemburczyka Karola IV po koronę cesarską do Rzymu. 
Bolesław Niemodliński zmarł pomiędzy 1362 a 1365 rokiem i nie wiadomo gdzie został pochowany. Z małżeństwa z Eufemią wrocławską doczekał się trzech synów: Bolesława II, Henryka i Wacława, oraz pięciu córek: Małgorzaty (żona Ulryka von Leuchtenberg), Juty (żona Mikołaja II opawskiego) oraz Anny, Jadwigi i Elżbiety (klaryski we Wrocławiu).

## Literatura dodatkowa
- Karol Piotrowicz: Bolesław. W: Polski Słownik Biograficzny. T. 2: Beyzym Jan – Brownsford Marja. Kraków: Polska Akademia Umiejętności – Skład Główny w Księgarniach Gebethnera i Wolffa, 1936, s. 275. Reprint: Zakład Narodowy im. Ossolińskich, Kraków 1989, ISBN 83-04-03291-0